# Piassagera brieni
Genre
Espèce
Piassagera brieni, unique représentant du genre Piassagera, est une espèce d'opilions laniatores de la famille des Gonyleptidae.

## Distribution
Cette espèce est endémique de l'État de São Paulo au Brésil. Elle se rencontre vers Cubatão, Salesópolis, Guarujá, São Paulo et Bertioga.

## Description
Le syntype mesure 4 mm.
Piassagera brieni mesure de 2,5 à 3,4 mm.

## Étymologie
Cette espèce est nommée en l'honneur de Paul Brien.

## Publication originale
- Roewer, 1928 : « Opilions nouveaux du Brésil. » Bulletin et Annales de la Société Entomologique de Belgique, vol. 68, p. 123–127.